# Piazza Gian Lorenzo Bernini
Piazza Gian Lorenzo Bernini är ett rektangulärt torg i Rione San Saba i södra Rom, uppkallat efter arkitekten och skulptören Gian Lorenzo Bernini. Området med torget (piazzan) och kringliggande villor och parhus projekterades av arkitekten Quadrio Pirani (1878–1970) och ingenjören Giovanni Bellucci. Torget fullbordades cirka 1909, medan hela bostadsdistriktet stod klart 1923.
Området, som planerades och förverkligades inom ramen för Istituto Case Popolari (ICP), tillkom med inspiration från Ebenezer Howards trädgårdsstadsideal.

## Bilder

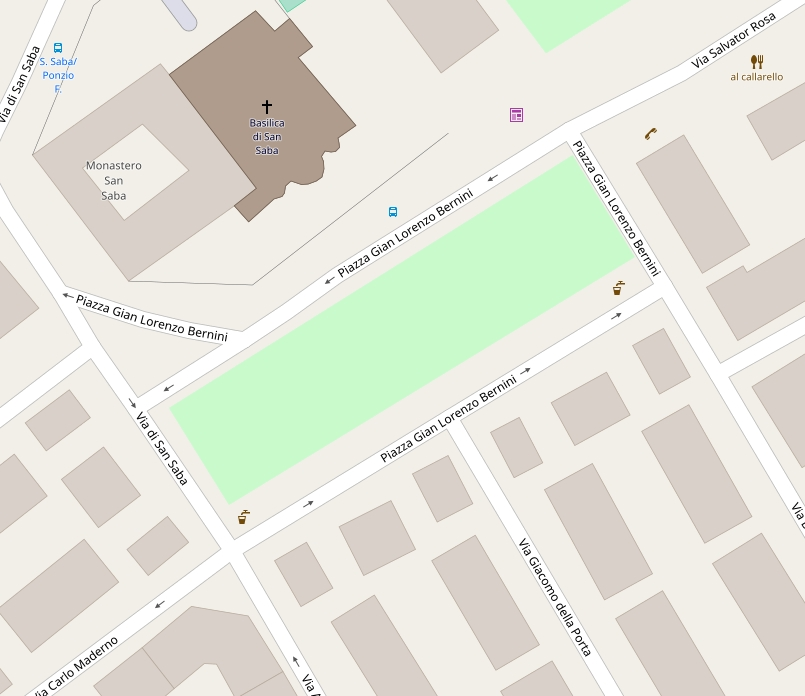
Piazza Gian Lorenzo Bernini på en karta från år 2017.